# باول جي. بيكر
باول جي. بيكر (بالإنجليزية: Paul G. Baker)‏ هو ضابط أمريكي، ولد في 20 فبراير 1910 في جوي في الولايات المتحدة، وتوفي في 7 مايو 1942 في بحر المرجان في أستراليا.